# Metodologija
Metodologija je znanost o metodama, načinu znanstvenog istraživanja. Osnovne metode saznanja:
- analiza
- sinteza
- apstrakcija
- konkretizacija
- generalizacija
- specifikacija
- dekonstrukcija
- definicija
- divizija
- dedukcija
- indukcija
- analogija
- pokus|  | Ovaj je članak mrva: osnova ili početak budućega enciklopedijskog članka. Pomozite Wikipediji i dopunite ga. |